# Liste der Monuments historiques in Mimeure
Die Liste der Monuments historiques in Mimeure führt die Monuments historiques in der französischen Gemeinde Mimeure auf.

## Liste der Objekte
| Bezeichnung                | Beschreibung                               | Standort                                  | Kennzeichnung | Schutzstatus | Datum | Bild |
| -------------------------- | ------------------------------------------ | ----------------------------------------- | ------------- | ------------ | ----- | ---- |
| Skulptur Heiliger Philbert | Kalkstein, farbig gefasst, 15. Jahrhundert | in der Kirche St-Pierre-et-St-Paul (Lage) | PM21001498    | Classé       | 1916  |      |
| Gemälde Kreuzabnahme       | Ölfarbe auf Holz, um 1600                  | in der Kirche St-Pierre-et-St-Paul (Lage) | PM21001499    | Classé       | 1967  |      |